# Kloster Marienberg (Bregenz)

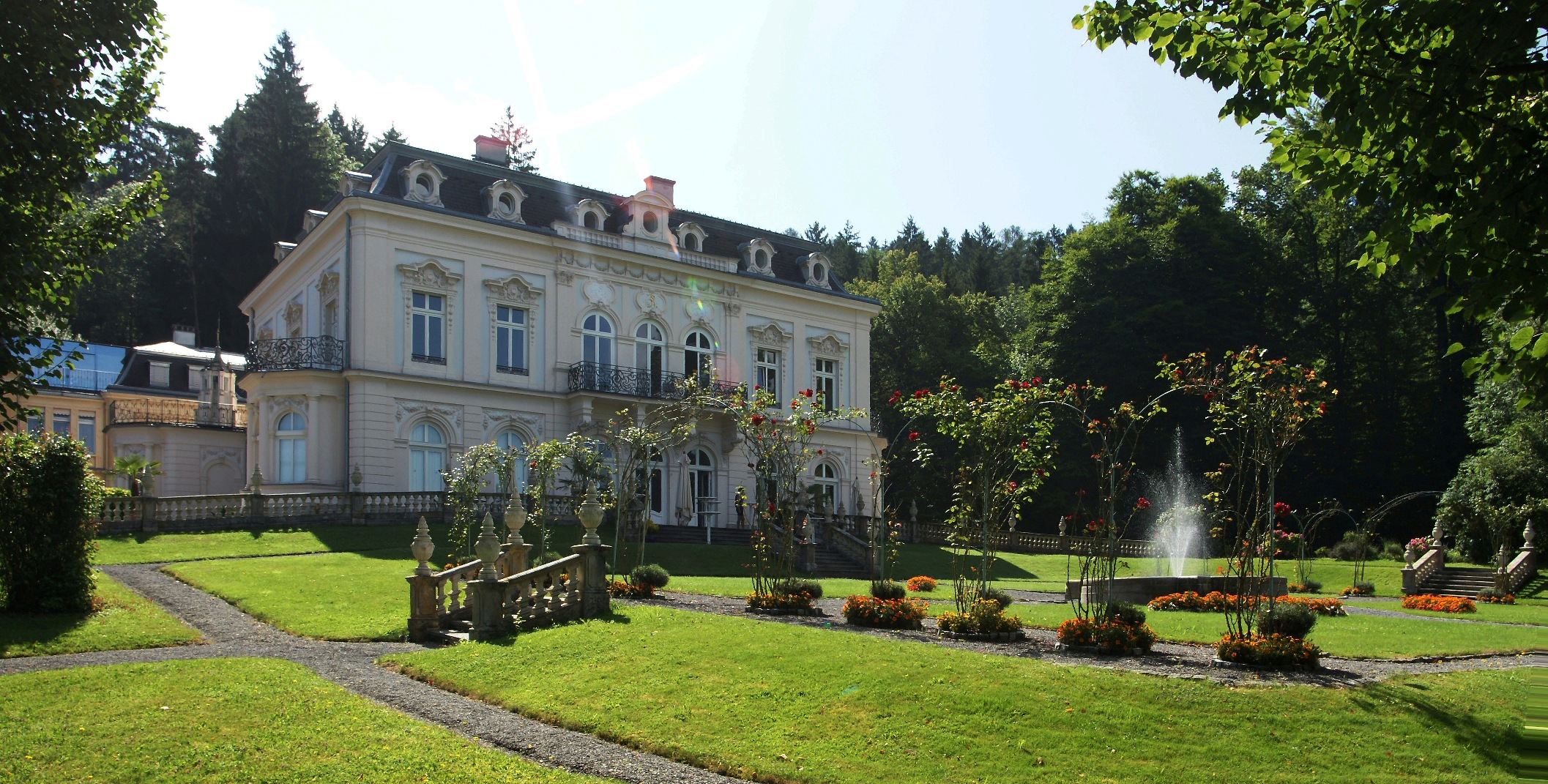
Villa Raczyński und Parklandschaft (2008)

Das Kloster Marienberg in der Villa Raczynski in der Vorarlberger Landeshauptstadt Bregenz ist ein Kloster der Dominikanerinnen. Die Villa mit weiteren Baulichkeiten und einer Gartenanlage steht unter Denkmalschutz. Sie beherbergt eine Volksschule, eine Mittelschule und eine Höhere Lehranstalt für wirtschaftliche Berufe (HLW).

## Geschichte
Das Kloster Adelhausen in Freiburg im Breisgau wurde während des Badischen Kulturkampfes von der badischen Regierung aufgehoben. Ordensfrauen mit Mutter Elisabeth Sautier, die in Überlingen eine Privatschule führten, mussten ebenfalls ihren Ort verlassen.
Sie bezogen im Jahr 1878 in Lauterach in Vorarlberg ein neues Quartier und zogen 1904 nach Bregenz in die ehemalige Villa Raczyński, welche sie zu einem Kloster mit einer Schule ausbauten. Seit 1904 gehört das Kloster zur österreichischen Union der Dominikanerinnen.

## Architektur
Die Villa steht in einer 1874 erstellten Parkanlage am Nordwesthang des Gebhardsberges im Stadtteil Dorf. Die Villa selbst wurde von 1875 bis 1877 für Graf Karl Eduard Natecz Raczyński nach den Plänen des Architekten Stephan Tragl (1845–1891) erbaut und ist noch teilweise erhalten. Das Kasinogebäude mit Billardräumen und Kegelbahnen im Nordosten wurde 1880 bis 1881 nach den Plänen des Architekten Romed Wacker erbaut. Nach Osten steht rückwärts ein zehnachsiges, zweigeschoßiges Gebäude mit einem zweiachsigen Eckrisalit, Pilastergliederung und gerahmten Rechteckfenstern unter einem Mansarddach, welcher mit einem Verbindungstrakt über den Hof mit der Villa verbunden ist.
Diesem Gebäudetrakt wurde 1907 der sogenannte Josefsbau angebaut, ein zehnachsiger, zweigeschoßiger Bau mit einem zweiachsigen Mittelrisalit unter einem Mansarddach. Die Giebelnische trägt eine Figur des hl. Josef aus dem Jahr 1907.